# Mesudiye (district)
Mesudiye is een Turks district in de provincie Ordu en telt 12.129 inwoners (2007). Het district heeft een oppervlakte van 1099,9 km². Hoofdplaats is Mesudiye.
De bevolkingsontwikkeling van het district is weergegeven in onderstaande tabel.
| 1997   | 2000   | 2007   |
| ------ | ------ | ------ |
| 29.437 | 28.551 | 12.129 |